# Харольд, Дэйв
Дэ́вид (Дэйв) Ха́рольд (англ. David 'Dave' Harold; род. 1966) — английский профессиональный игрок в снукер. Победитель Asian Open 1993 и финалист Трофея Северной Ирландии 2008 года. Его прозвище (англ. Potter of Stoke) на самом деле обыгрывает сразу два момента: первый — ассоциация с его родным городом, как центром гончарной промышленности (англ. pottery), второй — с забиванием шаров (англ. potting, potter). То есть гончар — «забивала» из Стоука.

## Карьера

### Ранняя карьера
Дэвид стал профессионалом в 1991 году, а в 1993 выиграл свой первый и пока что единственный рейтинговый турнир — Asian Open. На тот момент он был 93-м в мировом рейтинге и стал самым «низкорейтинговым» снукеристом, выигравшим подобный титул.
В 1994 он достигает финала Гран-при, но уступает Джону Хиггинсу со счётом 6:9.

### Топ-16
С сезона 1996/97 по 2001/02 Дэйв состоял в Топ-16, хотя за всё это время ни разу не вышел в финал ни одного турнира. Лучший результат Харольда на чемпионате мира был в розыгрыше 1996 года, когда он дошёл до четвертьфинала и проиграл Найджелу Бонду. Примечательно, что за несколько недель до этого поражения, он уступил тому же Бонду на другом турнире, British Open. Лучший же у рейтинг англичанина был 11-й (сезон 1996/97).
В общем с 1996 по 2001 года Харольд 10 раз выходил в полуфиналы различных соревнований.

### Последующая карьера (2003—по наст.время)
После неважного сезона 2000/01 Дэйв, впервые с 1996 года, остался за пределами Топ-16. В 2002 году он сломал запястье, из-за чего последовало сильное ухудшение игры и скорое выбывание из Топ-32. Лишь после более-менее успешного сезона 2006/07 Дэйву удалось возвратиться в список 32 сильнейших под номером 30.
Сезон 2007/08 стал для него самым лучшим с 2001 года. На турнире Шанхай Мастерс 2007 он дошёл до четвертьфинала, где проиграл будущему победителю, Доминику Дэйлу. На чемпионате Великобритании Харольд в 1/16 финала обыграл 2-го номера мирового рейтинга, Грэма Дотта, однако в следующем раунде уступил Марку Селби со счётом 2:9. Наконец, на чемпионате мира Дэйв прошёл квалификацию и попал в 1/16 финала, но уступил Шону Мёрфи со счётом 3:10. Этот сезон англичанин закончил под 26-м номером в мировой табели о рангах.
Первая половина следующего сезона прошла очень хорошо. На Турнире в Северной Ирландии Дэйв сделал то, чего от него никто не ожидал — вышел в финал, причём на пути к нему он обыграл Рики Уолдена, Грэма Дотта и Стивена Ли (хотя Ли в том матче сделал 3 сенчури-брейка). В полуфинале Харольд играл с наиболее именитым из всех предыдущих соперников — Джоном Хиггинсом и показал отменную игру, победив его 6:4 после лидерства 5:1. В финале он встретился с Ронни О'Салливаном — действующим чемпионом мира. И здесь Харольд применил свою обыкновенную тактику медленной игры, но на этот раз О’Салливан, находящийся в прекрасной форме, не дал Харольду ни единого шанса, выиграв 9:3.
После этого успеха Харольд переместился в Топ-16 в предварительном рейтинге. На следующих соревнованиях Дэйв, хотя и не показал столь же значительных результатов, выступал всё же довольно неплохо, а на Шанхай Мастерс он достиг стадии 1/8 финала, выбив перед этим из борьбы местного фаворита Дин Цзюньхуэя. По результатам сезона Харольд занял 19-ю строку мирового рейтинга.
В сезоне 2013/2014 Харольд занял 50-е место в мировом рейтинге. Вышел в отставку в мае 2015 года, страдая от проблем со зрением.

## Стиль игры
Очень медленный. На один удар Харольд нередко тратит больше минуты. Техника выполнения удара у Харольда своеобразная: он очень долго целится, но перед нанесением удара почти не делает замаха назад. Такая техника считается абсолютно неправильной. Несмотря на это, он один из самых серийных игроков мэйн-тура — на его счету более 100 сенчури-брейков.
Харольд придерживается тактического стиля игры и часто отыгрывается. За медлительность и основательность подхода его иногда сравнивают с Клиффом Торбурном.

## Достижения в карьере
- Чемпионат мира 1/4 финала — 1996
- Asian Open чемпион — 1993
- Гран-при финалист — 1994
- Трофей Северной Ирландии финалист — 2008